# موزیک ایران

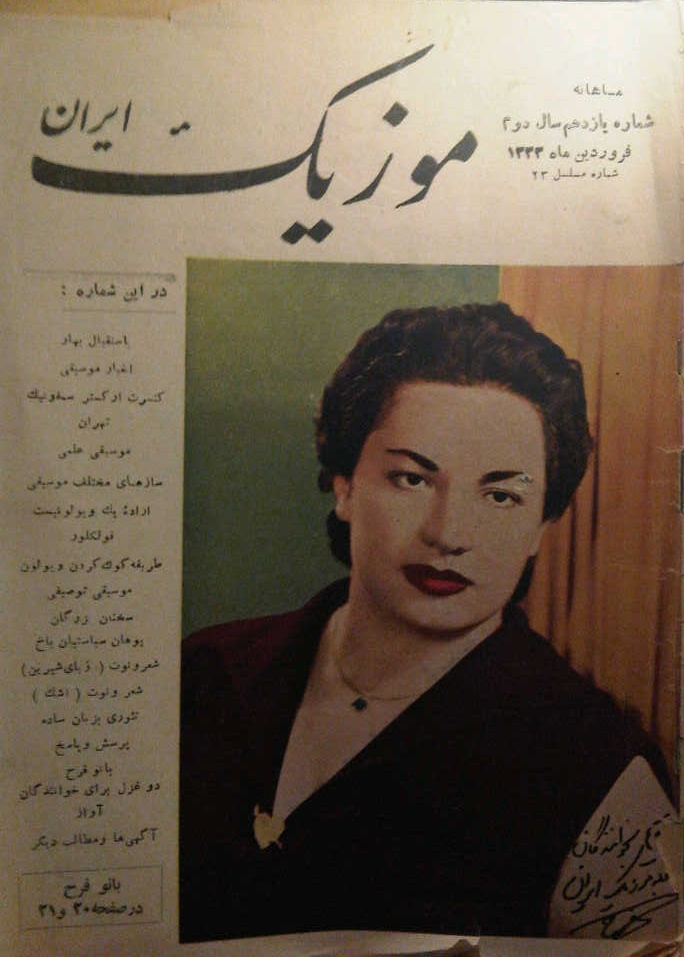
تصویر بانو فرح، خواننده، روی یکی از شماره‌های مجله موزیک ایران در سال ۱۳۳۳

موزیک ایران یک ماهنامه تخصّصی موسیقی به زبان فارسی بود که از سال ۱۳۳۱ تا ۱۳۴۴ به مدیریت بهمن هیربد در تهران منتشر می‌شد.
موسیقی‌دانان و اندیشمندانی چون ابوالحسن صبا، روح‌الله خالقی، حسین دهلوی، فرامرز پایور، ساسان سپنتا، علیمحمد رشیدی، بهرام بیضایی و ... با این ماهنامه همکاری داشتند.
نقدهای بعضاً کوبنده در مجلّهٔ موزیک ایران مایهٔ رنجشِ فراوان بعضی از هنرمندان موسیقی در تهران می‌شد؛ از آن جمله درگیری فیزیکی همراه با الفاظ رکیک بین حشمت سنجری، رهبر وقت ارکستر سمفونیک تهران، و بهمن هیربد، مدیر مجلّه، در باغ سفارت رومانی در تهران.
دوازده دوره موزیک ایران به عنوان یکی از منابع پژوهشی مهم در تاریخ معاصر موسیقی ایران مطرح است. دوره‌هایی از این مجله در کتابخانه‌های ملی در ایران موجود است.
کشته شدن بهمن هیربد در سانحه اتوموبیل موجب توقف چاپ این ماهنامه شد.